# Canada Cup 2005
La Canada Cup de 2005 fue la cuarta y última edición del torneo femenino de rugby.

## Equipos participantes
- Selección femenina de rugby de Canadá
- Selección femenina de rugby de Escocia
- Selección femenina de rugby de Nueva Zelanda

## Posiciones
| Pos. | Equipo        | Encuentros | Encuentros | Encuentros | Encuentros | Tantos  | Tantos    | Tantos     | Puntos Totales |
| Pos. | Equipo        | jugados    | ganados    | empatados  | perdidos   | a favor | en contra | diferencia | Puntos Totales |
| ---- | ------------- | ---------- | ---------- | ---------- | ---------- | ------- | --------- | ---------- | -------------- |
| 1    | Nueva Zelanda | 2          | 2          | 0          | 0          | 73      | 12        | + 61       | 8              |
| 2    | Canadá        | 2          | 1          | 0          | 1          | 25      | 52        | - 27       | 4              |
| 3    | Escocia       | 2          | 0          | 0          | 2          | 18      | 52        | - 34       | 0              |

## Resultados
| 29 de junio | Nueva Zelanda | 30 - 9 | Escocia |  |  |

| 2 de julio | Canadá | 22 - 9 | Escocia |  |  |

| 5 de julio | Canadá | 3 - 43 | Nueva Zelanda |  |  |

### Final
| 8 de julio | Canadá | 5 - 32 | Nueva Zelanda |  |  |

| Bandera de Nueva Zelanda |
| Campeón Nueva Zelanda    |